# Перво
Перво (Перья) — село в России, расположено в Касимовском районе Рязанской области. Административный центр Первинского сельского поселения.

## География
Село Перво расположено примерно в 13 км к юго-востоку от центра города Касимова на правом берегу Оки. Ближайшие населённые пункты — деревня Василёво к востоку, деревня Давыдово к югу и деревня Шемякино к западу.

## История
Село Перья впервые упоминается в 1628 году в писцовых книгах г. Воейкова как имеющее две церкви: Рождества Пресвятой Богородицы и Параскевы Пятницы. По окладным книгам 1676 года в селе Перья значится церковь Великого Чудотворца Николая, два двора поповых, пять дворов помещиковых, двадцать дворов крестьянских и три двора бобыльских. В XVIII веке в селе вновь значатся две церкви: деревянная в честь Рождества Пресвятой Богородицы и каменная в честь Рождества Пресвятой Богородицы с Никольским приделом. С 1861 года в селе существовала земская школа.
В 1905 году село входило в состав Бетинской волости Касимовского уезда и имело 87 дворов при численности населения 667 чел.

## Усадьба Перво
Усадьба основана в первой трети XVII века помещиком М.Т. Засецким и далее находилась в его роде. Во второй половине XVIII века принадлещала прапорщику Я.Г. Засецкому-Большому с женою А.Л. Засецкой. Далее их детям секунд-майору С.Я. Засецкому (г/р 1753) и гвардии прапорщику В.Я. Засецкому (г/р 1755). В первой половине XIX века уездному предводителю дворянства коллежскому советнику А.И. Гильдебрандту (г/р 1803), далее его сыну И.А. Гильдебрандту (г/р 1842) с женою Г.Д. Гильдебрандт. Затем сыну последних А.И. Гильдебрандту (г/р 1878).
Сохранились парные въездные павильоны, каретный сарай - первой трети XIX века, два служебных флигеля середины XIX века. Церковь Рождества Богородицы первой четверти XIX века в формах барокко. Церковь Диамеда Мученика 1848-1861 годов в русско-византийском стиле, построенная А.И. Гильдебрандтом и его наследниками. 

## Население
| 1859 | 1897 | 1906 | 2010 |
| ---- | ---- | ---- | ---- |
| 371  | ↗628 | ↗667 | ↘271 |

## Транспорт и связь
Село связано с районным центром автомобильной дорогой с регулярным автобусным сообщением.
В селе Перво имеется одноимённое сельское отделение почтовой связи (индекс 391341).

## Русская православная церковь
В селе имеется действующий Храм во имя святого мученика Диомида, освящённый в 1901 году. Приход относится к третьему Касимовскому благочинию Касимовской епархии. И церковь Рождества Пресвятой Богородицы, которая была заново освящена в сентябре 2015 года на престольный праздник. 

## Известные уроженцы
Калмыков, Алексей Сергеевич (1921—1985) —  генерал-майор, Герой Советского Союза.